# 羅些交匯處
羅些交匯處（英語：Rozelle Interchange）是澳洲新南威爾斯州雪梨的一個地下公路交匯處，於2023年11月26日建成通車。該交匯處包括鐵灣橋與安薩橋之間域多利道的一條不設收費的繞道，稱為鐵灣連接路（Iron Cove Link）。

## 外部連結
维基共享资源上的相關多媒體資源：羅些交匯處
33°52′13″S 151°10′20″E / 33.87028°S 151.17222°E